# Liste der Monuments historiques in Luçon (Vendée)
Die Liste der Monuments historiques in Luçon (Vendée) führt die Monuments historiques in der französischen Gemeinde Luçon auf.

## Liste der Bauwerke
| Bezeichnung                            | Beschreibung | Standort                                                       | Kennzeichnung | Schutzstatus   | Datum          | Bild           |
| -------------------------------------- | ------------ | -------------------------------------------------------------- | ------------- | -------------- | -------------- | -------------- |
| Ensemble Kathedrale und Bischofspalast |              | (Lage)                                                         | PA00110153    | Classé Inscrit | 1906 1915 1992 | weitere Bilder |
| Wasserturm                             |              | Avenue du Président-Wilson (Lage)                              | PA00110305    | Inscrit Classé | 1991 1992      | weitere Bilder |
| Ursulinenkloster                       |              | (Lage)                                                         | PA00110154    | Inscrit        | 1927           |                |
| Hôtel de Rorthais de Marmende          |              | 6, rue Alexis Vinconneau (Lage)                                | PA85000040    | Inscrit        | 2010           |                |
| Haus                                   |              | 12, rue du Général-de-Gaulle 2, rue de l’Hôtel-de-Ville (Lage) | PA00110155    | Inscrit        | 1988           |                |
| Haus                                   |              | 9, place Édouard-Herriot (Lage)                                | PA00110156    | Inscrit        | 1984           |                |

## Liste der Objekte

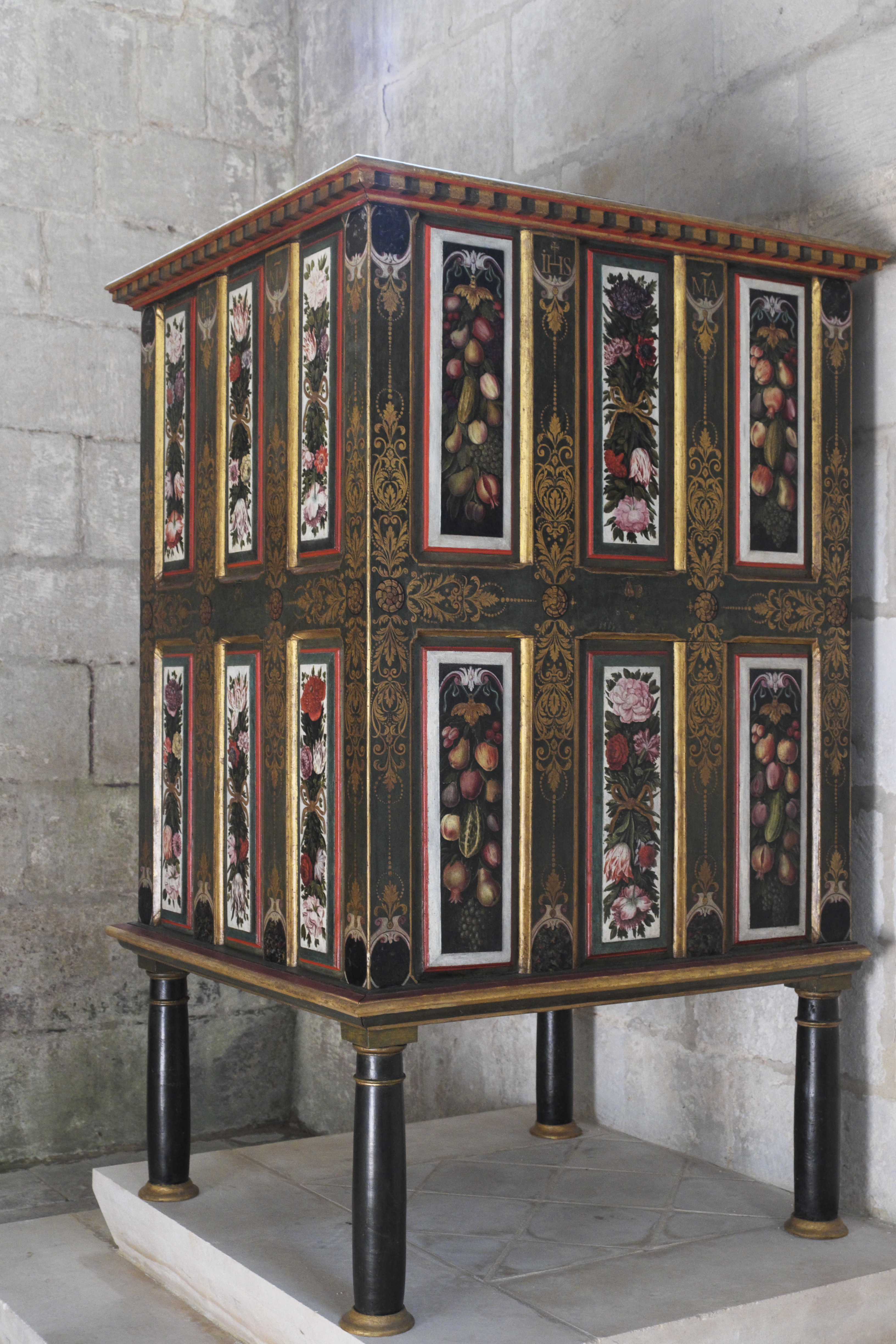
Kleine Kanzel im südlichen Querhaus der Kathedrale (17. Jahrhundert)

- Monuments historiques (Objekte) in Luçon (Vendée) in der Base Palissy des französischen Kultusministeriums